# Alexis Zywiecki
Alexis Zywiecki (* 10. April 1984 in Lesquin) ist ein ehemaliger französischer Fußballspieler polnischer Abstammung auf der Position eines Abwehrspielers, der oftmals in der Innenverteidigung eingesetzt wurde.

## Karriere

### Karrierebeginn in Nordfrankreich
Der in Lesquin im Département Nord geborene Zywiecki begann seine aktive Karriere als Fußballspieler im Jahre 1994 im Nachwuchsbereich des OSC Lille in der nur unweit entfernten Stadt Lille. Der Jugend des Vereins gehörte er bis einschließlich des Jahres 2003 an. Außerdem wurde der polnischstämmige Zywiecki im selben Jahr von der B-Mannschaft des Vereins mit Spielbetrieb in der viertklassigen französischen CFA aufgenommen. Noch in seiner ersten Spielzeit, der Saison 2003/04, kam Zywiecki in 20 Ligapartien zum Einsatz, in denen er allerdings torlos blieb. Nachdem er in der Vorsaison schon auf dem besten Weg war, zu einem Stammspieler in der B-Mannschaft zu avancieren, erhöhte sich seine Einsatzzahl in der Spielzeit 2004/05 ein weiteres Mal deutlich. Mit 27 Meisterschaftseinsätzen beendete der 1,84 m große Abwehrspieler die Saison auf dem zweiten Tabellenplatz hinter der US Boulogne. In der Saison 2005/06 kam Zywiecki mit der Mannschaft nicht über einen Platz im Tabellenmittelfeld hinaus und war in gesamten Spielzeit in 17 Ligapartien im Einsatz, in denen er einen Treffer erzielte.

### Die Zeit beim FCO Dijon
Nachdem er Anfang Februar 2006 erstmals mit einem Profivertrag mit einer Laufzeit von zwei Jahren ausgestattet wurde, wurde er in der Saison 2006/07 erstmals in den Profikader des Teams mit Spielbetrieb in der Ligue 1, der höchsten französischen Spielklasse, aufgenommen. Trotz des Zugehörigkeit zum Profiteam blieb er dennoch in der B-Mannschaft von Lille aktiv und kam dort in elf für ihn torlosen Ligapartien zum Einsatz. Im Juni 2006 verletzte er sich in einem Ligaspiel der B-Mannschaft am Knöchel und schied so mehrere Wochen vom laufenden Spielbetrieb aus. Am 26. Januar 2007 folgte für den engagierten Abwehrrecken ein leihweiser Wechsel zum FCO Dijon in die Ligue 2. Dort gab er am 6. April 2007, vier Tage vor seinem 23. Geburtstag, sein Profidebüt, als er bei der 1:2-Auswärtsniederlage seines Teams gegen LB Châteauroux über die gesamte Spieldauer am Platz stand. Am 4. Mai 2007 erzielte Zywiecki auch seinen ersten Profitreffer, als er beim 2:1-Auswärtssieg über den Le Havre AC, in der 61. Spielminute den 1:0-Führungstreffer erzielte. Insgesamt kam er in dieser Saison (überwiegend am Saisonende) zu sechs Ligaeinsätzen und einem Treffer für Dijon und erreichte mit der Mannschaft den achten Tabellenplatz.
Zur Spielzeit 2007/08 wurde er fix von den Burgundern aufgenommen und mit einem Dreijahresvertrag ausgestattet, sein bis Juli 2008 laufender Vertrag bei Lille wurde einvernehmlich aufgelöst. Zywiecki avancierte sogleich zu einem Stammspieler in der zu dieser Zeit bereits von Serge Romano trainierten Truppe. In der gesamten Spielzeit schaffte es der Abwehrspieler auf 29 Ligaeinsätze, in denen er zwei Treffer erzielte, dabei unter anderem in der Saisoneröffnungspartie gegen den AC Ajaccio. Am Ende der Saison konnte die Mannschaft, die in dieser Saison neben Serge Romano auch vom späteren Interimstrainer Frédéric Bompard und danach von Faruk Hadžibegić trainiert wurde, auf den 17. Platz rangierend gerade noch den Klassenerhalt schaffen und war bis zum Saisonschluss in den Abstiegskampf verwickelt. In der Saison 2008/09 verbesserte sich die Mannschaftsleistung und Zywiecki erreichte mit der Mannschaft am Saisonende den achten Tabellenplatz. In der Liga kam der Mann mit der Rückennummer 2 in 23 Partien zum Einsatz, in denen er einen Treffer für sein Team beisteuerte. Bereits in der zweiten Runde erlitt der polnischstämmige Abwehrspieler in der Partie gegen Racing Straßburg (1:3) einen Nasenbeinbruch und einen verschobenen Wangenknochen und fiel für sechs Wochen aus.
In der Spielzeit 2009/10 erreichte die Mannschaft unter dem neuen Trainer Patrice Cateron in der Endtabelle mit dem neunten Rang, einen Platz im Tabellenmittelfeld. Zywiecki war dabei in 26 Meisterschaftsspielen in Einsatz und erzielte, wie auch schon im Vorjahr, einen Treffer. In der Ligue 1 2010/11 kam der gelernte Innenverteidiger nochmals in 24 Ligapartien seines Teams zum Einsatz, bevor er seine Laufbahn beim Drittligisten Étoile Fréjus-Saint-Raphaël ausklingen ließ.

## Erfolge
- 1× Vizemeister in der CFA: 2004/05